# Mujakan
Der Mujakan (russisch Муякан) ist ein etwa 185 km langer linker Nebenfluss der Muja in der russischen Republik Burjatien in Ostsibirien.

## Verlauf
Der Mujakan entwässert den Nordwesten des Rajons Muiski. Das Quellgebiet des Mujakan befindet sich an der Nordflanke des Mujakangebirges auf etwa 1400 m Höhe, etwa 37 km westsüdwestlich von Seweromuisk. Der Mujakan fließt in ostnordöstlicher Richtung. Das Flusstal wird im Norden vom Nördlichen Mujagebirge sowie im Süden vom Mujakangebirge flankiert. Beide Gebirgsketten erreichen Höhen von 2400 m. Bei Flusskilometer 142 passiert der Fluss den am linken Ufer gelegenen Ort Seweromuisk. Nun folgt die Baikal-Amur-Magistrale sowie eine Fernstraße dem Flusslauf. Bei den Flusskilometern 56 und 12 treffen von Norden kommend die Flüsse Amnunda und Sunnoi-Ukit auf den Mujakan. Dieser mündet schließlich in einen linken Seitenarm der Muja, 15 km westlich von Taksimo. Der Mujakan weist entlang seines gesamten Flusslaufes zahlreiche enge Flussschlingen auf. Gesäumt wird der Flusslauf von teils verlandeten Altarmen.

## Hydrographie
Das Einzugsgebiet des Mujakan umfasst 3460 km². Der mittlere Abfluss (MQ) oberhalb der Einmündung der Amnunda, etwa 56 km oberhalb der Mündung, beträgt 34 m³/s. Der größte mittlere monatliche Abfluss tritt im Juni mit 116 m³/s auf. Zwischen Januar und März führt der Fluss in der Regel die geringsten Wassermengen mit mittleren monatlichen Abflüssen von 6,5 bis 7 m³/s.